# Сутан Анвар
Сутан Анвар (нід. Sutan Anwar; нар. 21 березня 1914 — пом. ?) — ост-індійський футболіст, півзахисник.

## Життєпис
З 1937 року по 1939 рік грав за ост-індійський клуб «Віос Батавія»
Виступав за збірну Голландської Ост-Індії. У 1938 році головний тренер збірної Йоган Мастенбрук викликав Анвара на чемпіонат світу, який проходив у Франції і став першим мундіалем для Голландської Ост-Індії та Індонезії в історії. На турнірі команда зіграла одну гру в рамках 1/8 фіналу, в якої вона поступилася майбутньому фіналісту турніру Угорщині (6:0). Сутан Анвар взяв участь в цьому матчі.